# Brongkal
Brongkal is een bestuurslaag in het regentschap Malang van de provincie Oost-Java, Indonesië. Brongkal telt 7987 inwoners (volkstelling 2010).